# MÁV Cmot 201–202
A MÁV Cmot 201–202 sorozatú (rövid ideig MÁV M 120.1 sorozatszámú) benzinüzemű sínautóbuszok az egykori Csehszlovák Államvasutaktól (rövidítve ČSD) kerültek a MÁV állományába a második világháborús események során. A járműveket a Csehszlovák vasutaknál ČSD M 120.1 sorozatba sorolták.

## Története
A második világháború előtti időszakban a közúti közlekedés rohamos növekedése egyre nagyobb konkurenciát jelentett a Csehszlovák Államvasutaknak is. A személyforgalom felgyorsítása érdekében, valamint az üzemeltetési költségek csökkentése miatt a fővonalakon benzol-elektromos motorkocsikat állítottak üzembe. A fővonalakon szerzett jó tapasztalatok után hasonló járművek beszerzéséről döntöttek a helyi- és mellékvonalakra is.
A plzeňi Škoda gyár a városi autóbuszok mintájára sínautóbuszt készített, hasonlót, mint amilyet a ČKD vállalat fejlesztett ki 1927-ben, M 120.001 pályaszám alatt.
A motorkocsi lényegében a Škoda 550 típusú autóbusz szerkezetére épült, a különbség az utasajtók elhelyezésében volt, míg a közúti autóbusznak csak az egyik oldalán, a sínautóbusznak mindkét oldalán voltak ajtók.
A jármű futáspróbáit részben meredek pályaszakaszokon végezték, a sikeres próbaüzem után a ČSD 1928-ban tíz darabot rendelt meg a Škodától. A sínautóbuszoknak a ČSD az M 120.101–110 pályaszámokat adta.
A járművek selejtezését a ČSD 1935-ben kezdte meg, az utolsó M 120.1-et 1938-ban selejtezték le.
A járművekből a második világháborús események kapcsán a MÁV állományába is került két darab, ahol a Cmot 201–202 pályaszámokat kapták.
- Egy kép a sinautóbuszról. [2016. március 14-i dátummal az eredetiből archiválva]. (Hozzáférés: 2011. november 5.)

## Források

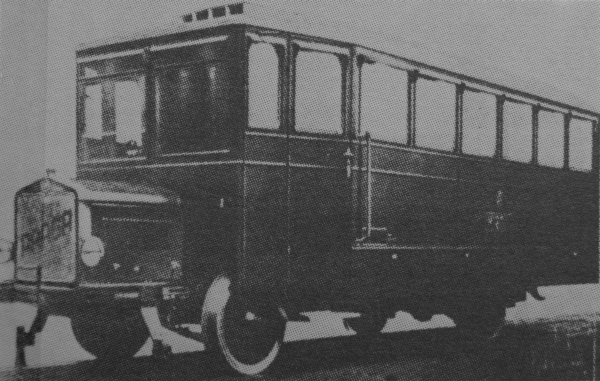

## Fordítás
Ez a szócikk részben vagy egészben  a(z)   ČSD-Baureihe M 120.1 című német Wikipédia-szócikk fordításán alapul.  Az eredeti cikk szerkesztőit annak laptörténete sorolja fel. Ez a jelzés csupán a megfogalmazás eredetét és a szerzői jogokat jelzi, nem szolgál a cikkben szereplő információk forrásmegjelöléseként.